# Bataille de Niš (1689)
Pour les articles homonymes, voir Bataille de Niš.
Grande guerre turque
Batailles
- Vienne
- Párkány
- Vác
- Buda (1)
- Érsekújvár
- Eperjes (en)
- Kassa
- Buda (2)
- Pécs
- Mohács
- Crimée (1)
- Belgrade (1)
- Batočina (en)
- Crimée (2)
- Niš
- Zărnești
- Kačanik
- Mytilène (en)
- Belgrade (2)
- Slankamen
- Belgrade (3)
- Îles Inousses
- Chios
- Zeytinburnu
- Azov
- Lugos
- Andros (1)
- Ulaş
- Cenei (en)
- Andros (2) (en)
- Zenta
- Podhajce
- Samothrace

La bataille de Niš fut menée le 24 septembre 1689, près de la ville de Niš entre les forces de l'Empire ottoman et celles du Saint-Empire romain germanique dans le cadre de la grande guerre turque.

## Contexte
Evliya Çelebi, vers 1660, décrit Niš, dans le sandjak de Sofia dans le sud de la Serbie ottomane, comme une ville fortifiée dans la plaine, comptant 2 060 maisons, 220 boutiques, trois mosquées, 22 écoles, des couvents soufis, des bains, fontaines et jardins.

## Bataille
Le commandant germanique, Louis-Guillaume de Bade-Bade, vainc les forces ottomanes et s'empare de la ville. Selon Augustin Calmet, l'armée ottomane est en déroute et beaucoup de ses soldats vont se noyer dans la rivière. Les Impériaux s'emparent de leur camp avec beaucoup de canons, vivres et 3 000 chevaux ou mulets. Après la bataille, Louis-Guillaume de Bade marche sur le sandjak de Vidin et charge le lieutenant-général Ottavio Piccolomini d'occuper le sandjak de Niš.
Guido von Starhemberg est nommé gouverneur de Niš,.

## Conséquences
Les Impériaux continuent leur avance vers la Bulgarie et la Macédoine. Le 4 avril 1690, l'empereur Léopold appelle les peuples chrétiens de Serbie, Bulgarie, Illyrie, Albanie et Macédoine à se libérer des Ottomans ; il rencontre le patriarche serbe Arsenije et, le 21 août 1690, reconnaît l'Église orthodoxe serbe comme un corps autonome dans le Saint-Empire. 
Les Ottomans contre-attaquent : ils reprennent Niš le 6 septembre de l'année suivante, après l’abandon de la ville par les Impériaux, et Belgrade le 8 octobre. 60 000 à 70 000 Serbes, avec leur patriarche, émigrent vers les terres de la monarchie de Habsbourg, principalement la Hongrie. Les nationalistes serbes reprochent à Arsenije d'avoir contribué involontairement à changer la démographie de la Serbie et favorisé l'implantation des Albanais au Kosovo.